# Moses Häusler
Moses „Moritz, Moschkatz“ Häusler (* 20. Juli 1901 in Wien; † 24. Dezember 1952 ebenda) war ein österreichischer Fußball-Nationalspieler.

## Karriere
Seine ersten Fußballerfahrungen machte der Stürmer in den Jugendmannschaften unterklassiger Wiener Vereine wie Armania und Romania. 1918 wechselte er zum damals zweitklassigen SC Hakoah Wien. Dort konnte er sich von der Reservemannschaft hocharbeiten und gehörte in der Saison 1919/20, als die Hakoah den Aufstieg in die höchste Spielklasse schaffte, bereits zur Stammformation. Häusler war für seinen scharfen Schuss und seinen Trickreichtum gefürchtet und ergänzte sich auf der rechten Angriffsseite gut mit Alexander Neufeld.
Die Mannschaft konnte sich in der ersten Klasse auf Anhieb etablieren und nach einem vierten Platz in der Debütsaison folgte im zweiten Jahr ein Kampf um die Meisterschaft, der erst am letzten Spieltag gegen den Wiener Sportclub verloren ging. Nachdem in der Saison 1924/25 der Profifußball in Österreich eingeführt wurde, gelang es der Hakoah schließlich den Meistertitel zu holen. Häusler war der einzige Spieler, der in sämtlichen Meisterschaftsspielen auf dem Platz stand und war gemeinsam mit Max Grünwald auch der erfolgreichste Torschütze seiner Mannschaft.
Seine Leistungen im Verein führten im August 1923 zur ersten Einberufung in die österreichische Fußballnationalmannschaft, wo er beim 2:1-Sieg gegen Finnland debütierte. Schon in seinem zweiten Länderspiel gegen Rumänien gelang ihm das erste Tor im Nationaldress. Insgesamt bestritt Häusler sieben Spiele für Österreich und erzielte dabei zwei Tore. Damit ist er auch der Rekordnationalspieler der Hakoah. Sein letztes Spiel machte er im November 1925 gegen die Schweiz.
Im Frühjahr 1926 unternahm die Hakoah eine Amerika-Tournee, die ein großer Publikumserfolg wurde und dazu führte, dass eine Reihe von Hakoah-Spielern – darunter auch Häusler – Verträge von US-Vereinen angeboten erhielten. Er kehrte mit der Mannschaft nach Wien zurück und spielte die Meisterschaft zu Ende, informierte dann jedoch den Verein von seinem beabsichtigten Wechsel und reiste nach New York ab, um künftig für die New York Giants in der ASL zu spielen. 
Zu den Giants wechselten auch seine ehemaligen Vereinskollegen Max Grünwald, Béla Guttmann, Ernö Schwarz und Egon Pollak. Häusler spielte zwei Saisonen bei den Giants, als jedoch zu Beginn der dritten Saison der Soccer War ausbrach und die Liga sich spaltete, wechselte er zur neu gegründeten New York Hakoah in die ESL. In diesem Verein fanden die bislang bei verschiedenen US-Vereinen tätig gewesenen ehemaligen Spieler der Wiener Hakaoh wieder zusammen. 1929 gewann Häusler mit der New York Hakoah den National Challenge Cup, wo er im Finalrückspiel gegen St. Louis Madison Kennels einen Treffer erzielte, und blieb auch nach der Fusion von ESL und ASL beim Verein. Danach wechselte er zu den von Ernö Schwarz gegründeten New York Americans, mit welchen er 1933 nochmals das Finale um den National Challenge Cup erreichte.
Nachdem Häusler zwischen den US-Saisonen fallweise auch wieder bei der Wiener Hakoah gespielt hatte, kehrte er 1933 zurück und spielte eine letzte Saison in Wien. Danach war er als Trainer in Polen bei Garbarnia Krakau tätig. Als jedoch nach seiner Rückkehr nach Wien die Hakoah im Oktober 1936 unter erheblichen Spielerausfällen litt, schnürte er noch ein letztes Mal seine Fußballschuhe und erreichte mit der Mannschaft ein 3:1 gegen den FK Austria Wien.
Seine weitere Trainertätigkeit führte ihn ins Baltikum und nach Luxemburg. Anfang der 1950er Jahre kehrte er nach Wien zurück und betrieb bis zu seinem Tod ein Kaffeehaus.

## Erfolge
- 1× Österreichischer Meister: 1925
- 1× Österreichischer Zweitligameister: 1920
- 1× National-Challenge-Cup-Sieger: 1929
- 1× National-Challenge-Cup-Finalist: 1933
- 2× Österreichischer Cup-Semifinalist: 1920, 1923
- 7 Länderspiele und 2 Tore für die österreichische Fußballnationalmannschaft

| Personendaten    | Personendaten                   |
| ---------------- | ------------------------------- |
| NAME             | Häusler, Moses                  |
| ALTERNATIVNAMEN  | Häusler, Moritz                 |
| KURZBESCHREIBUNG | österreichischer Fußballspieler |
| GEBURTSDATUM     | 20. Juli 1901                   |
| GEBURTSORT       | Wien                            |
| STERBEDATUM      | 24. Dezember 1952               |
| STERBEORT        | Wien                            |